# GAPF
Riksorganisationen GAPF (förkortning för Glöm aldrig Pela och Fadime) är en politiskt och religiöst obunden sekulär och ideell förening som arbetar mot hedersrelaterat våld och förtryck. Organisationens namn är taget från Pela Atroshi och Fadime Şahindal som är Sveriges mest kända och uppmärksammade fall av hedersmord. Organisationen vänder sig till flickor, kvinnor och unga män som är utsatta för eller berörda av hedersrelaterat våld i Sverige. GAPF bedriver informationsverksamhet på utbildningsdagar och föreläsningar för skolor, arbetsplatser, politiker och allmänheten.

## Historik
Föreningen grundades år 2001 av Sara Mohammad, under namnet Glöm Aldrig Pela-föreningen. Föreningen bytte namn till det nuvarande Riksorganisationen GAPF – Glöm aldrig Pela och Fadime – efter mordet på Fadime Şahindal år 2002. Till en början verkade GAPF enbart i Stor-Stockholmsområdet, men idag har verksamheten expanderat till nationell nivå genom bildandet av flera olika lokala föreningar runtom i landet. GAPF samarbetar med alla organisationer, myndigheter och politiska partier som delar GAPF:s värdegrund och som tillämpar demokratiska arbetsformer. GAPF har också en verksamhet där de hjälper offer och utsatta för hedersvåld genom samtal och hjälp till att hitta skyddande boenden. 

## Värdegrund
GAPF sätter individens rättigheter före kulturers och religiösa samfunds traditioner, regler och lagar. Värdegrunden bygger på FN:s Deklaration om de mänskliga rättigheterna (1948) och FN:s Konvention om barnets rättigheter (1989). Vuxna kvinnor och män har rätt att utan någon inskränkning med avseende på ras, nationalitet eller religion ingå äktenskap och bilda familj. Äktenskap får endast ingås med de blivande makarnas fria och fulla samtycke. Barnets bästa ska komma i främsta rummet vid alla beslut som rör barn.

## Målsättning
- Att förebygga hedersrelaterat våld mot kvinnor flickor och pojkar via upplysande aktiviteter.
- Att skapa möjligheter för ett progressivt och socialt liv för de utsatta kvinnor, flickor och pojkar med hedersrelaterat våld och förtryck i Sverige.
- Att individuellt hjälpa de kvinnor och ungdomar som utsatts för hedersvåld.
- Att göra invandrarkvinnor och ungdomar bekanta med sina rättigheter.
- Att hjälpa invandrarkvinnor och ungdomar att integreras inom olika områden i det svenska samhället.
- Att främja samarbetet och relationerna med andra kulturella och sociala organ från Sverige samt andra nationella grupper i Sverige som sysslar med kvinnors och barns rättigheter.
- Att synliggöra de utsattas situation i samhället och samhällets ansvar och att ställa krav på makthavare för att samhället ska ta sitt fulla ansvar.[4]

## GAPF:s 12 förslag kring HRV (hedersrelaterat våld)
1. Kriminalisera tvångsäktenskap, barnäktenskap, arrangerade äktenskap och ombudsäktenskap.
2. Tillsätt en utredning om hur Sverige skall kunna ta hem bortförda barn som gifts bort eller riskerar tvångsgifte i föräldrarnas tidigare hemland.
3. Tillsätt en utredning om särreglering av hedersbrott i brottsbalken.
4. Ge Socialstyrelsen ett nytt uppdrag kring Lagen om utredning av vissa dödsfall.
5. Inför obligatoriska handlingsplaner mot hedersrelaterat våld i varje kommun.
6. Tillse att det finns en hederssamordnare med särskilt fokus på offer för hedersrelaterat våld och förtryck tillgänglig för varje kommun.
7. Obligatorisk polisanmälningsplikt för skolpersonal.
8. Erbjud en kontaktperson till de utsatta som söker skydd hos socialtjänsten.
9. Stoppa skattemedel till stöd för religiösa organisationer och samfund vilka inte aktivt tar avstånd från hederskulturen.
10. Möjliggör en livslång skyddad identitet till utsatta.
11. Bevilja uppehållstillstånd till alla asylsökande som är hedersvåldshotade.
12. Förbjud slöja för barn.[5]

## Utmärkelser i urval
- Blatte de luxe award samhälle, 2007
- Svensk Hjälte Eldsjäl, Aftonbladet, TV3, OTW 2007
- Medaljpriset tack för god hjälp, Polisen Stockholms län 2009
- Ingemar Hedenius-priset, 2013
- True Honour Award/Special Recognition for International Work to End “Honour” Based Violence, Iranian and Kurdish Women’s Rights Organisation 2015
- Årets väckarklocka, 2018

## Bilder från GAPF:s manifestation mot hedersrelaterat våld på Medborgarplatsen den 24 juni 2014

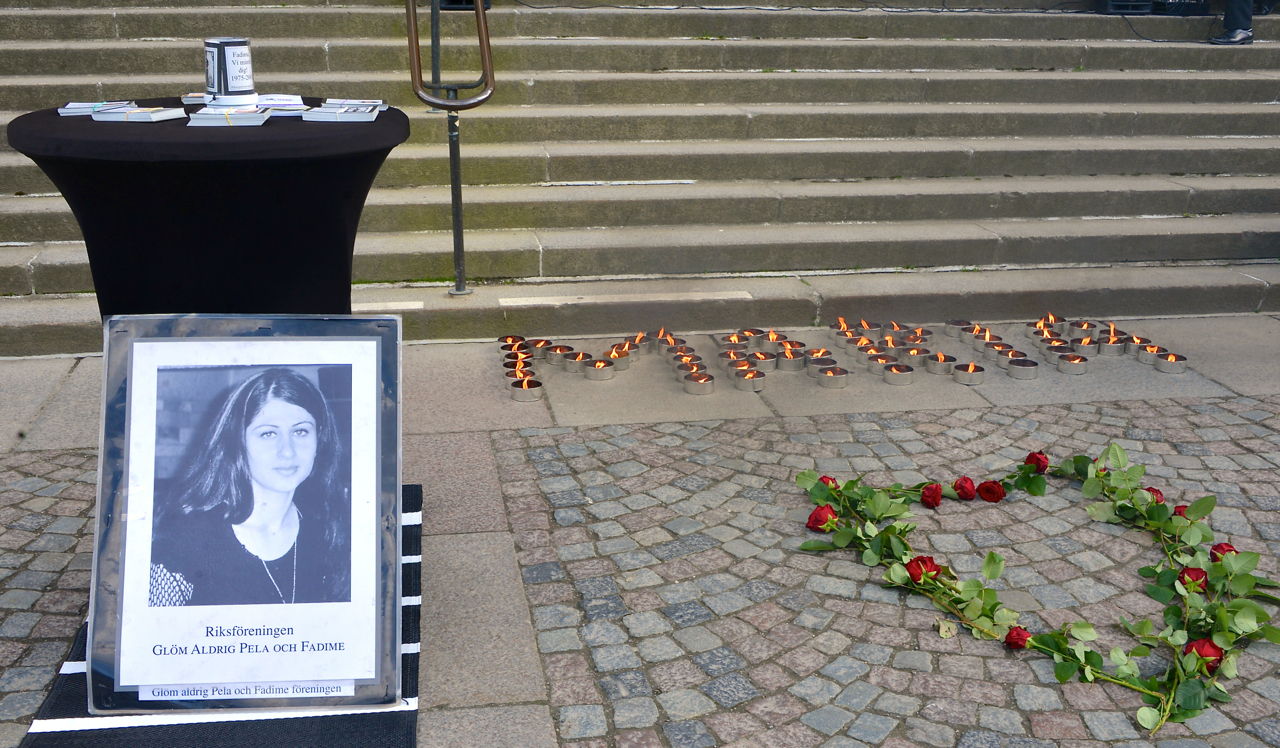
Maria Barin Aydin hedersmördades 2012
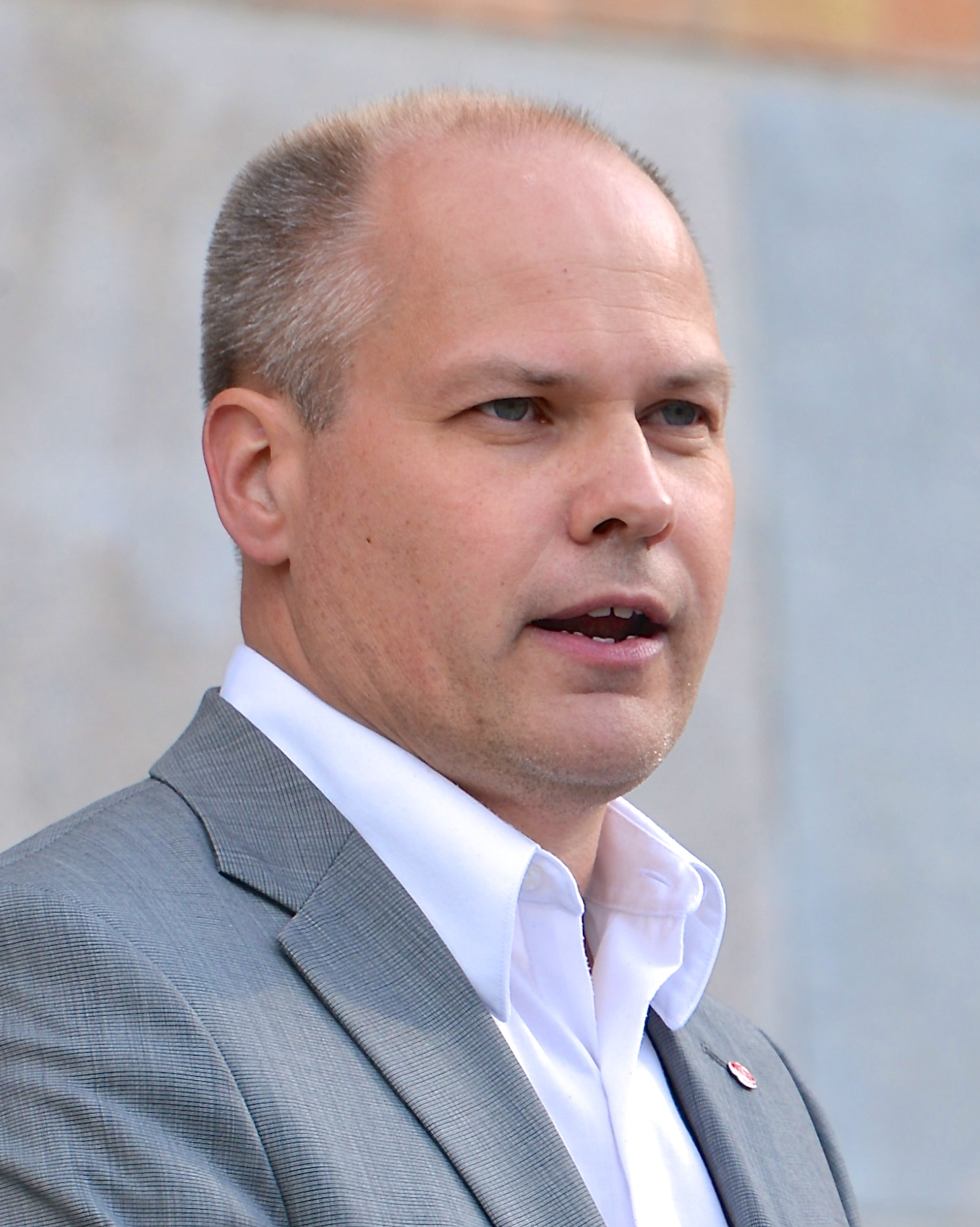
Morgan Johansson (S): "Alla samhällen kan skapa frihet för ett fåtal. Men frihet för flertalet kan bara förverkligas i ett jämlikt samhälle."
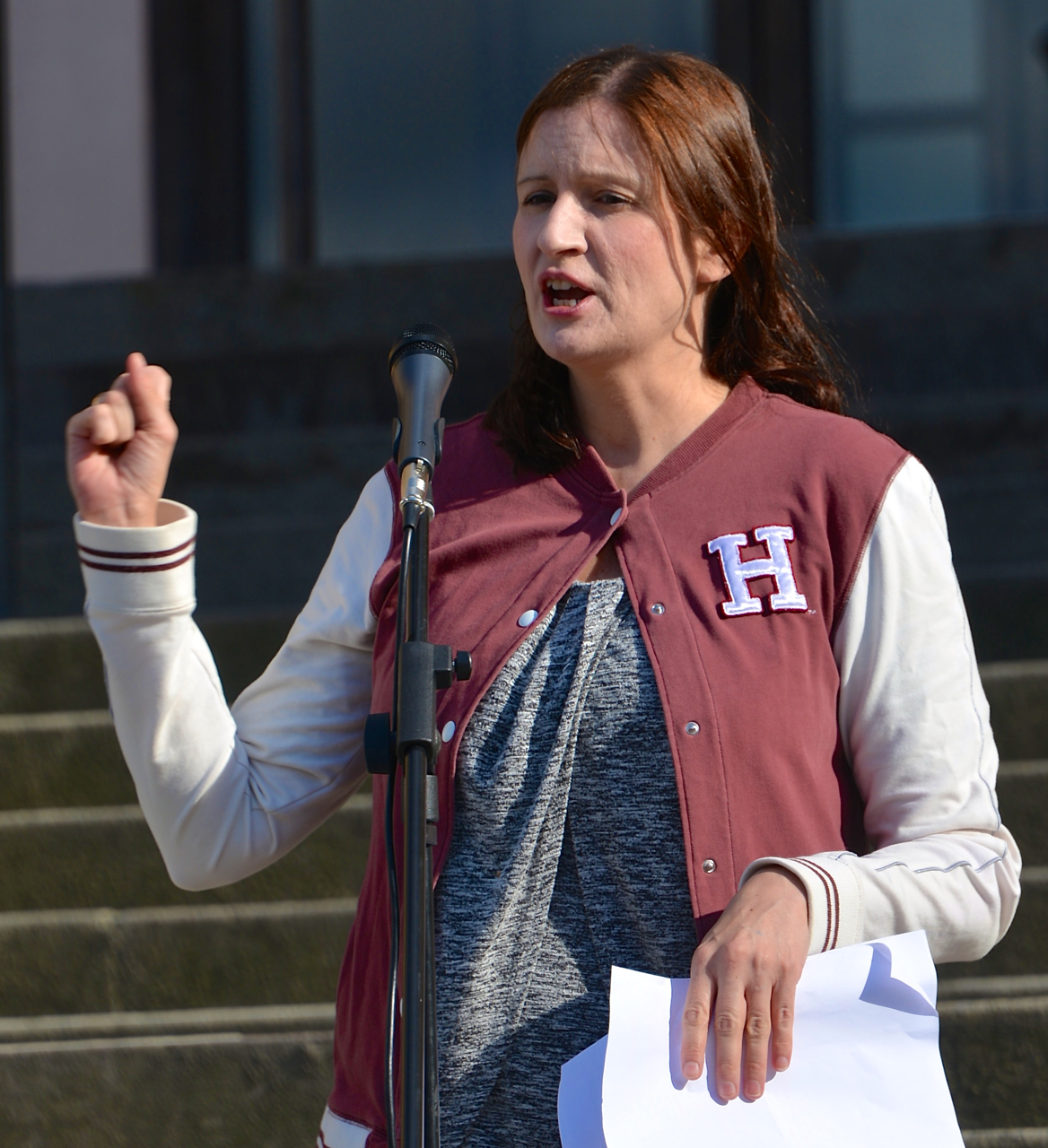
EU- och demokratiminister Birgitta Ohlsson
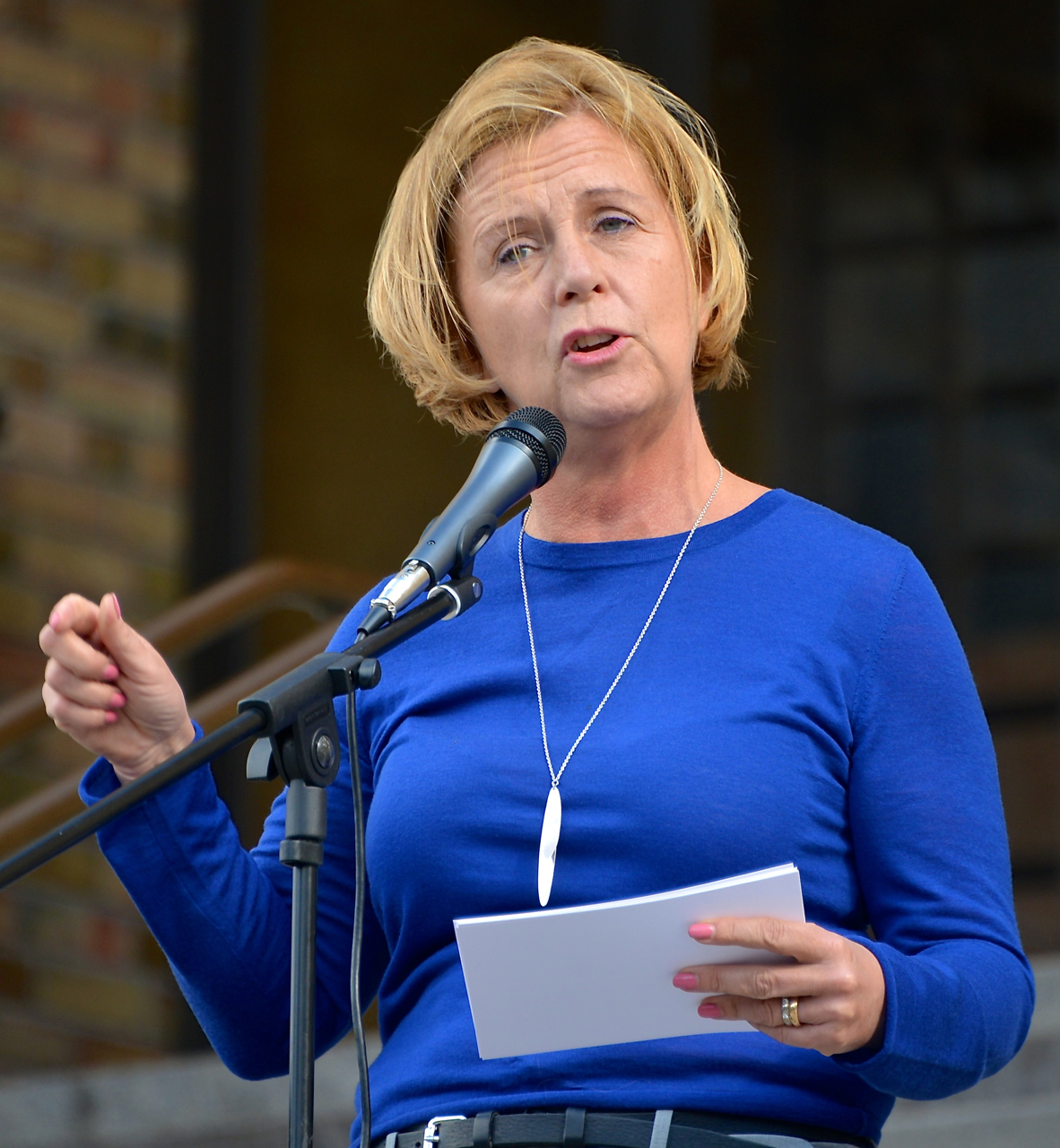
Jämställdhetsminister Maria Arnholm
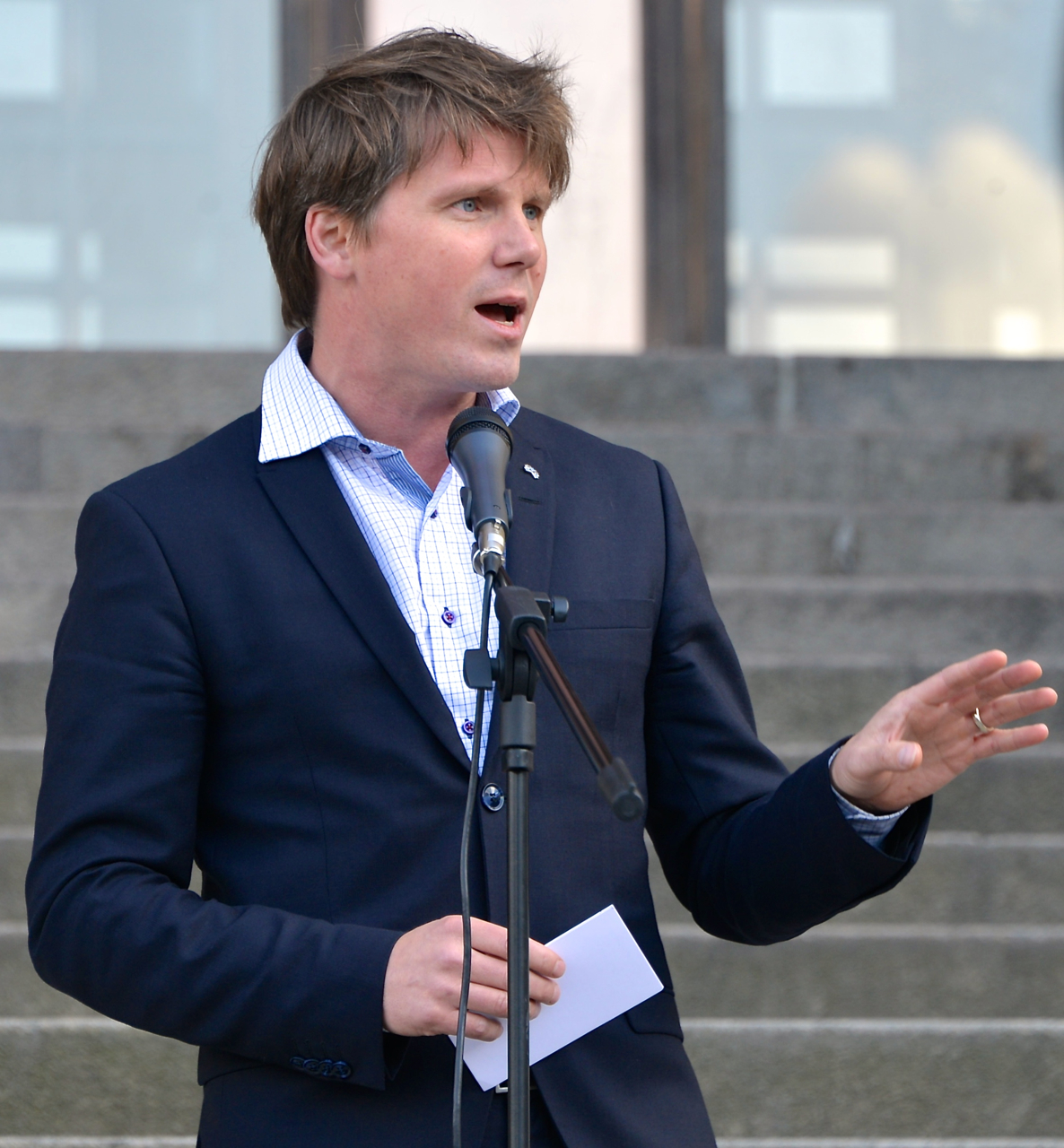
Integrationsminister Erik Ullenhag